# Prionostemma luteoscutum
Prionostemma luteoscutum is een hooiwagen uit de familie Sclerosomatidae.